# Barbitistes fischeri
Barbitistes fischeri är en insektsart som först beskrevs av Yersin 1854.  Barbitistes fischeri ingår i släktet Barbitistes och familjen vårtbitare. Inga underarter finns listade i Catalogue of Life.

## Bildgalleri

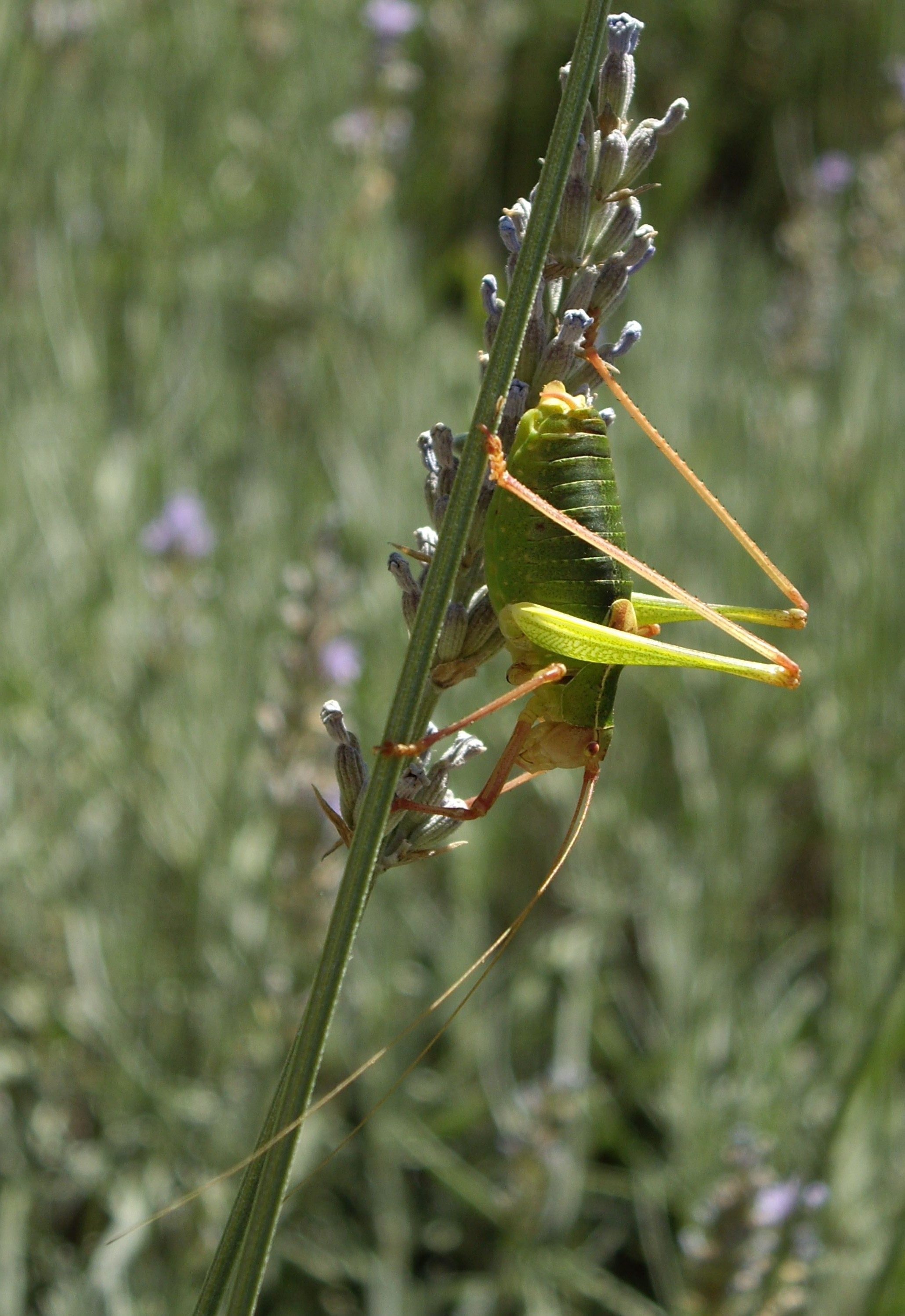